# Бархатные сезоны (фестиваль)
Ба́рхатные сезо́ны — международный фестиваль моды в Сочи. Проводится ежегодно в октябре в течение недели в Сочинском Доме моды и Сочинском Зимнем театре.

## История
- Фестиваль был основан в 1997 двумя «столпами» российской модной индустрии: Вячеславом Зайцевым и Людмилой Ивановой[1] под девизом «Российский рынок — российскому товару.»[2]
- В настоящее время фестиваль — «единое пространство для диалога представителей всех направлений fashion-индустрии в России — образовательных учреждений, занятых подготовкой специалистов для fashion-рынка, а также государственных структур, регулирующих промышленную политику и потребительский рынок в России.»[2]

## Номинации
- Головные уборы
- Мех и кожа
- Творческая коллекция
- Ювелирная коллекция
- Дебют

## Призы
Главный приз — самый почётный в российской моде — Национальная премия «Золотое веретено» (общая масса статуэтки — 700 г). Кроме того, присуждается дополнительный приз «За честь и достоинство в профессии».